# Línea Barcelona-Ripoll
La línea Barcelona - Ripoll, históricamente también conocida como San Martín de Provensals - San Juan de las Abadesas, es una línea de ferrocarril que pertenece a la red ferroviaria española de Adif. Une Barcelona y Ripoll cruzando el interior de Cataluña pasando por ciudades como Granollers y Vich.
Esta línea nació para transportar el carbón de las minas de San Juan de las Abadesas a las industrias del litoral barcelonés. Después de tres décadas de proyectos fallidos,  en 1880 la compañía Ferrocarril y minas de San Juan de las Abadesas construyó el ferrocarril entre esta localidad y Granollers, donde enlazaba con la línea Barcelona-Gerona-Portbou de TBF, que le permitía llegar hasta la ciudad condal. Como esta última línea era de otra compañía, para no pagar el peaje para ir a Barcelona en 1882 obtuvo la concesión para construir una línea entre San Martín de Provensals (entonces municipio independiente de Barcelona) y Llerona (en Las Franquesas del Vallés) donde podía enlazar con la línea a San Juan de las Abadesas. En 1886 se inauguró el tramo de Llerona a Moncada y Reixach, usando la estación de San Andrés de Palomar de Caminos de Hierro del Norte de España como término provisional, al no contar todavía con la de San Martín de Provensals. Esta estación, sin embargo, nunca llegó a construirse debido a la bancarrota de la empresa, cuyas líneas pasaron a manos de Caminos de Hierro del Norte de España.
El tramo entre Ripoll y San Juan de las Abadesas se cerró en 1980 y actualmente es la Via verde del Hierro y del Carbón.

## Servicios
Actualmente circula por esta línea trenes de cercanías y regionales de la línea R3 de conectan Barcelona con Vich, en servicio de cercanías, y hasta Ripoll, y después por la línea Ripoll-Puigcerdá hasta Puigcerdá y Latour-de-Carol en servicio regional (antigua línea Ca5).